# Arco di San Maurizio
L'arco di San Maurizio (noto anche come Ponte di Romana) è un arco che si trova a Siena, in via di Pantaneto ed era parte delle mura della città costituendone una delle porte di ingresso.

## Storia
L'arco era l'antica Porta di San Maurizio al Ponte nella cinta muraria duecentesca e doveva il suo nome alla piccola chiesa di San Maurizio (chiamata popolarmente Samoreci) e al ponte levatoio che si trovava appena fuori.
Oggi è un arco a tutto sesto con attico sorretto da beccatelli e con due nicchie sul lato interno in cui si trovano busti di granduchi medicei. All'esterno della porta, su via San Girolamo, si trova la fonte di San Maurizio.

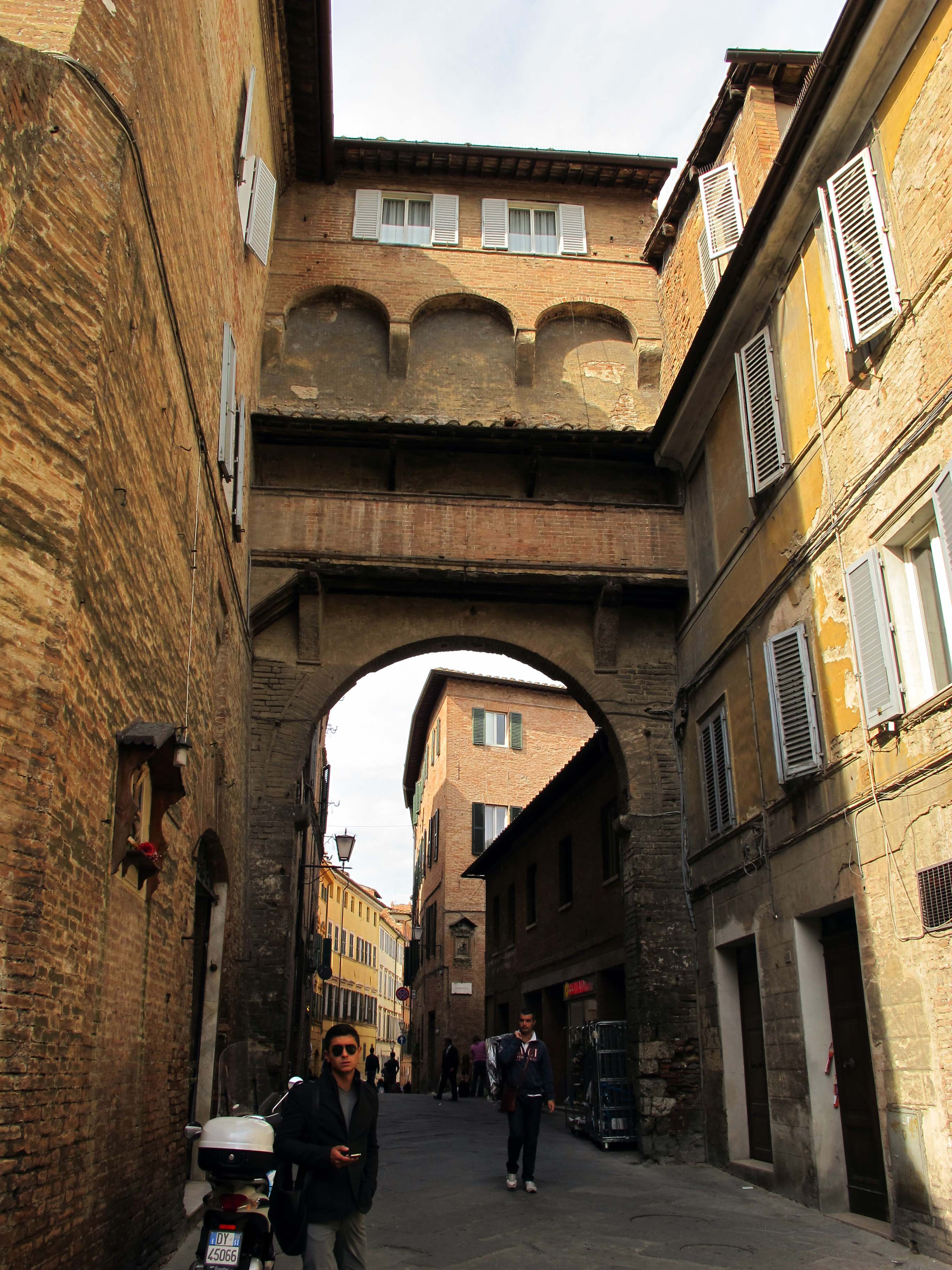
Prospetto interno
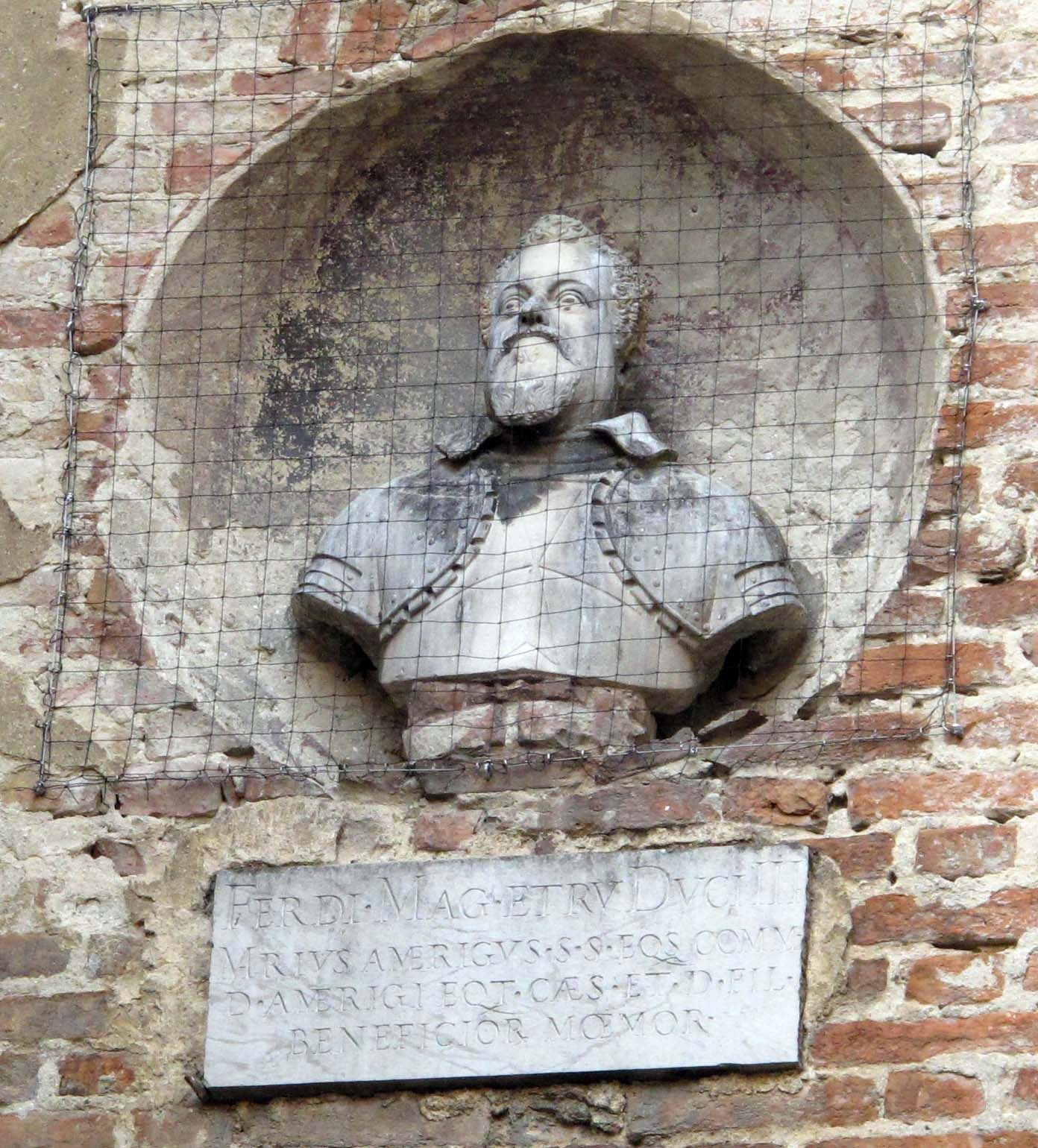
Busto di Ferdinando I
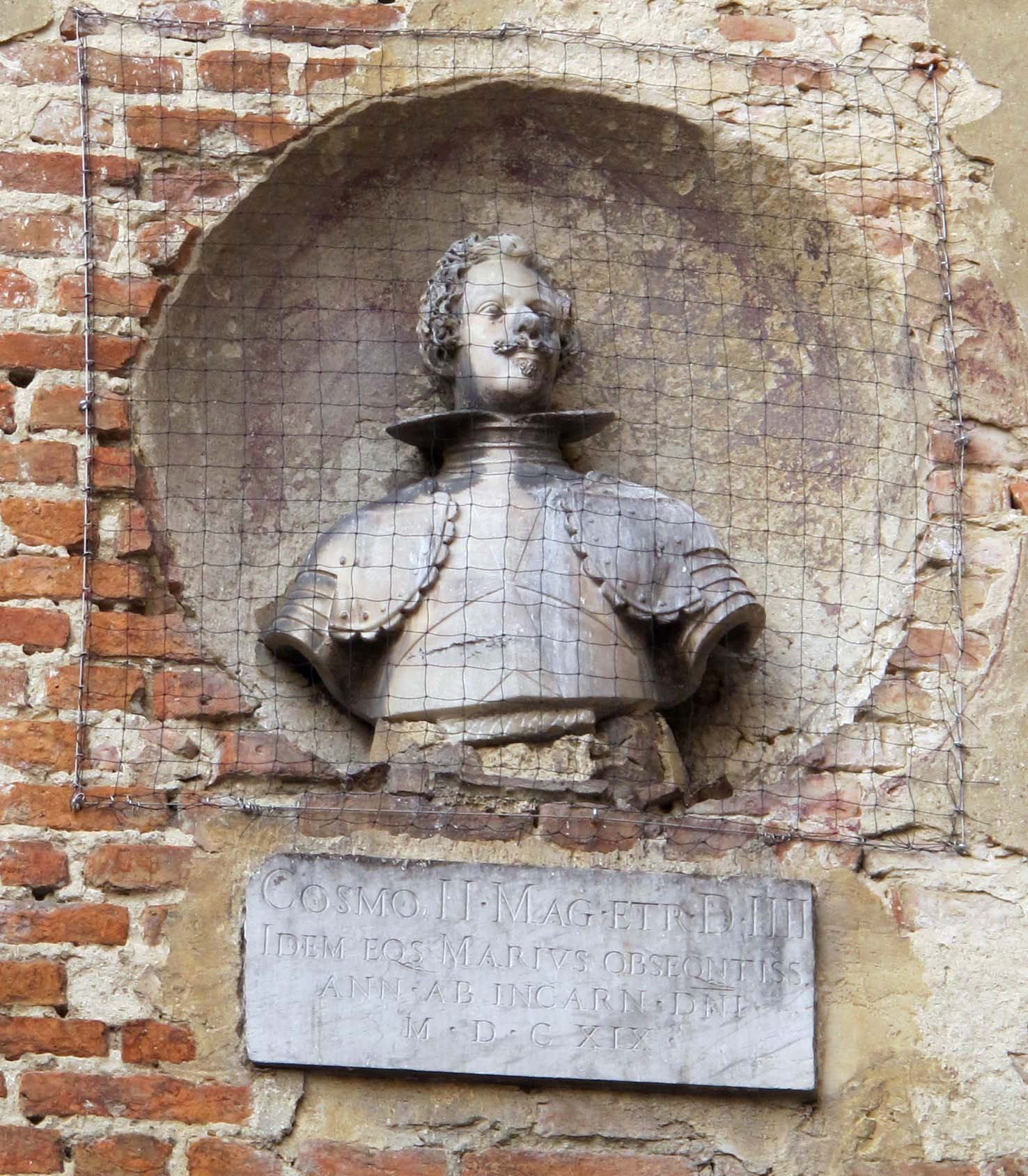
Busto di Cosimo II